# Valørdag
Inden for bankverdenen er valørdag den dag, hvor renteberegningen for ind- eller udbetaling på en bankkonto foretages.
Inden for værdipapirhandel er valørdag den dag, hvor en handel bliver registreret og den dag hvor afregningsbeløbet skal betales. Dette er typisk tre dage efter handelen har fundet sted.